# Demografía de Curazao

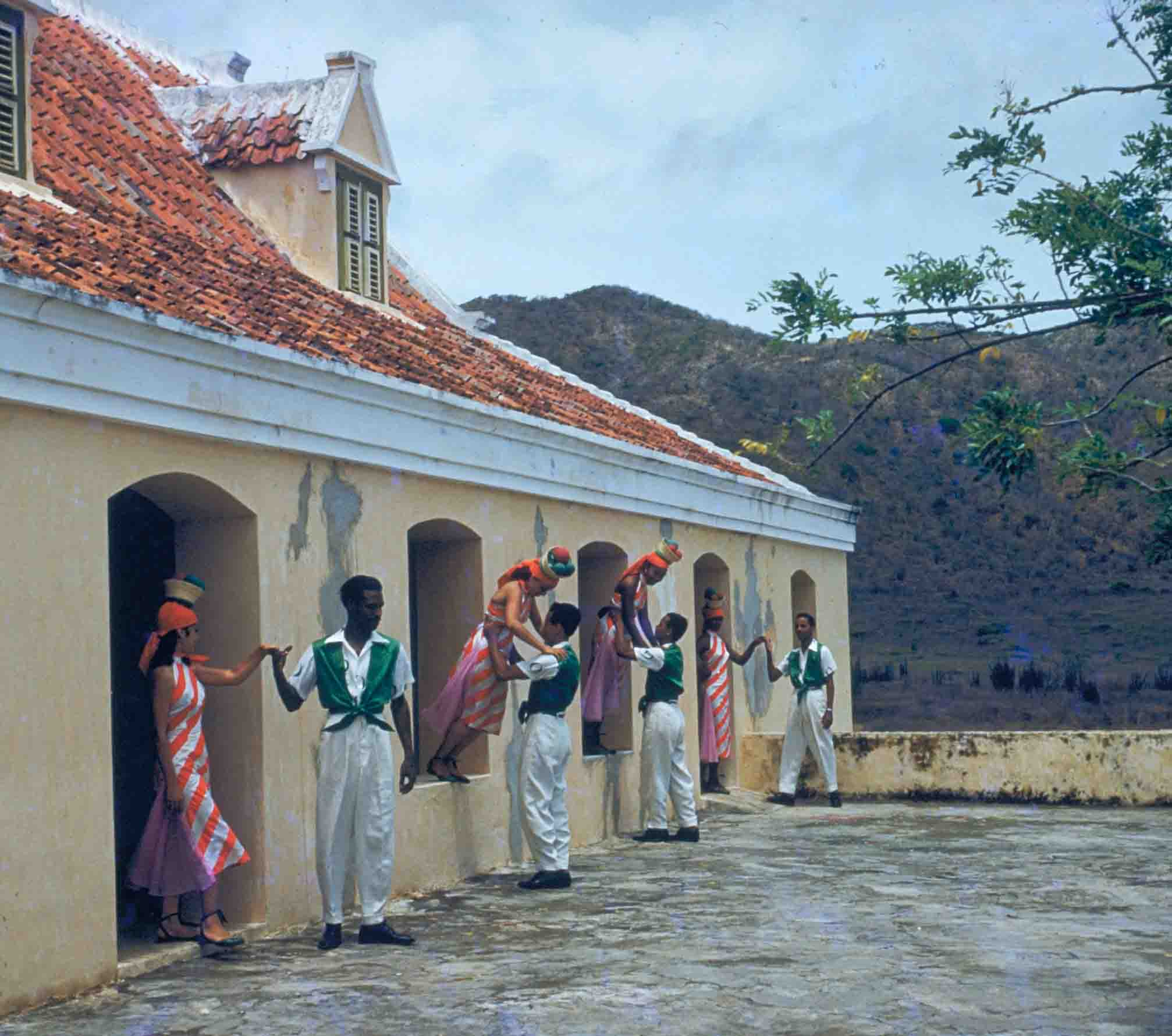
Baile Bulawaya de afro-caribeños de Curazao

Fuentes oficiales calculan una población de 135.747 habitantes para el año 2005, según el censo de abril de 2011 la isla de Curazao poseía 150.284 habitantes, lo que la hace la más poblada de la ex-Antillas Neerlandesas. Hubo 80 nacionalidades diferentes en la isla en 2006. Existen también importantes comunidades curozaleñas en el exterior de la isla, fundamentalmente en la metrópoli, Países Bajos, en donde residen más descendientes de Curazao que habitantes tiene la isla.

## Historia
Debido a su historia, la población de la isla viene de muchos grupos étnicos. La mayoría es de ascendencia afrocaribeña, aunque también hay importantes minorías de gentes neerlandeses, latinoamericanos, franceses, asiáticos, portugueses, judios y levantinos.
En el siglo XIX, muchos portugueses y libaneses emigraron a Curazao atraídos por las posibilidades financieras de la isla. Estos y los migrantes del sur de Asia llegaron durante el auge económico de principios del siglo XX. También hay inmigrantes recientes de países vecinos, en particular la República Dominicana, Haití, el Caribe anglófono, Venezuela, y Colombia. En los últimos años la afluencia de jubilados neerlandeses ha aumentado significativamente, llamados localmente como pensionados.

## Religión
Según el censo de 2001, la mayoría de los habitantes de Curazao son cristianos católicos (85%). Esto incluye un cambio hacia la Renovación Carismática o el movimiento carismático desde mediados de los años setenta. Otras denominaciones principales son los Adventistas del Séptimo Día y la Iglesia Metodista. Junto a estas denominaciones cristianas, existen practicantes Montamentu, y otras religiones de la Diáspora Africana. Al igual que el resto de América Latina, el pentecostalismo aunque minoritario está en aumento. Hay musulmanes practicantes, así como hindúes.
Aunque pequeña en tamaño, la comunidad judía de Curazao tiene un impacto significativo en su historia. Curazao cuenta con la congregación judía en activo más antigua de las Américas, pues data de 1651. La sinagoga de Curazao es la más antigua de las Américas en uso continuo, finalizada en 1732 y localizada en el sitio donde ya se hallaba otra sinagoga. La Comunidad Judía de Curazao también desempeñó un papel clave en el apoyo en los inicios de las congregaciones judías de los Estados Unidos, en los siglos XVIII y XIX, y también en la de Nueva York y la de Touro, en Newport (Rhode Island).

## Lenguas
El neerlandés fue por mucho tiempo la única lengua oficial, pero desde 2007 el neerlandés y el papiamentu son ambas lenguas oficiales. El papiamento es la lengua nativa de la mayoría de los habitantes de Curazao. Además de estas lenguas, también hablan español e inglés. La gran mayoría de los habitantes de Curazao domina estas cuatro lenguas en distinto grado, pero hay extranjeros que hablan otros idiomas como el francés, árabe, haitiano, portugués y, en menor medida, el chino y javanés. Según el censo de 2001 hablan el papiamento de Curazao el 81% como lengua materna, el 8% hablan neerlandés en casa, el 6% español, 3% inglés y el 2% otros idiomas.